# Central Vermont

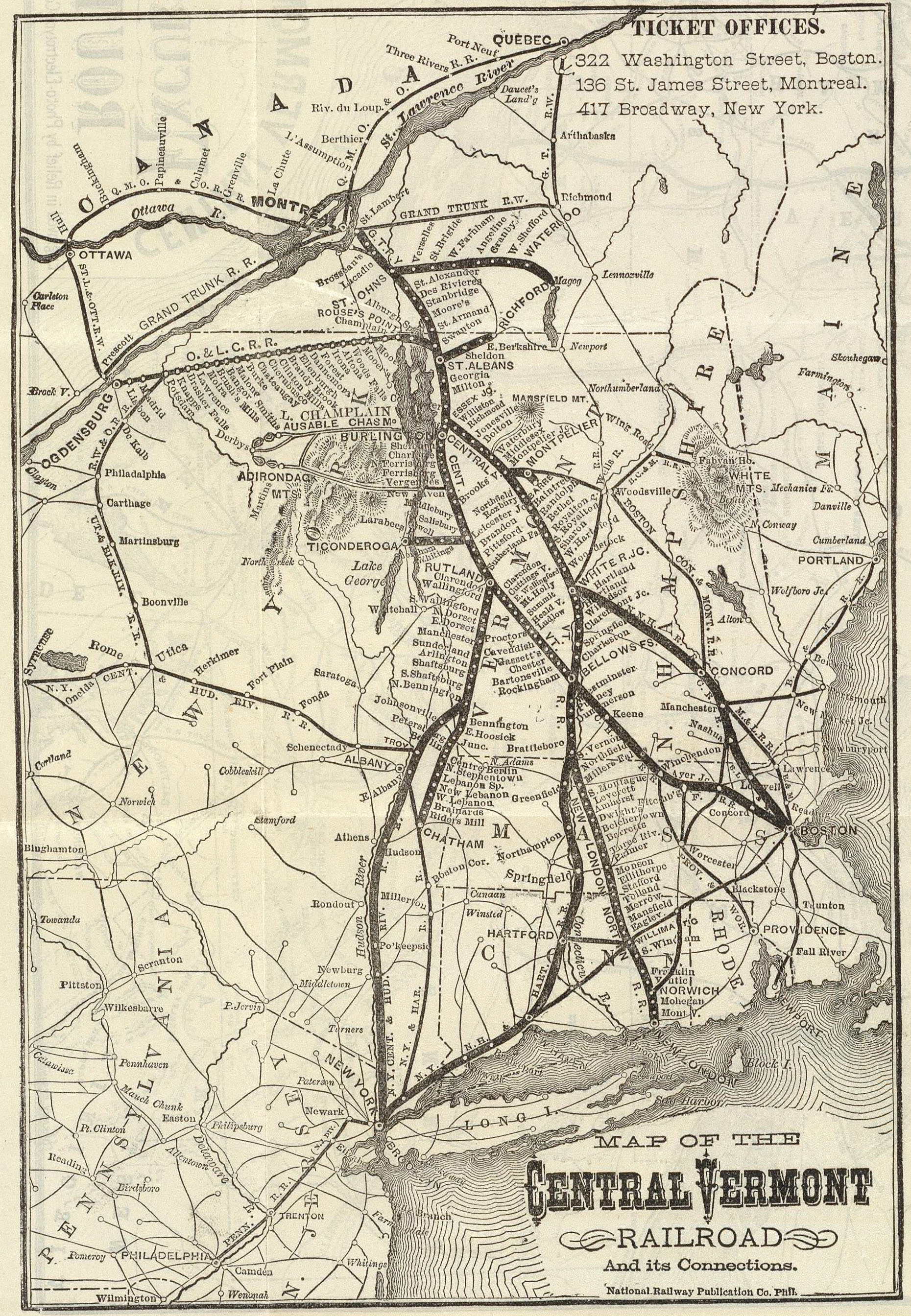
Carte de 1879

Le chemin de fer du Central Vermont était opérationnel du Québec aux états de la Nouvelle-Angleterre dont le Vermont, le Massachusetts, le Connecticut, et une petite partie de l'état de New York.
Il faisait le lien entre Montréal, Québec, et New London (Connecticut), se servant d'une route le long du Lac Champlain, au travers du Vermont et le long de la rivière Connecticut, de même que de Boston (Massachusetts), avec le chemin de fer Boston and Maine à White River Junction au Vermont.

## Histoire
Le Central Vermont fut fondé le 31 octobre 1843, pour construire une ligne de chemin de fer qui relierait le centre du Vermont, de Burlington sur le lac Champlain, vers la capitale Montpelier, et ensuite vers le sud jusqu'à Windsor, sur la rivière Connecticut. La construction commença le 15 décembre 1845, pour la première section de White River Junction jusqu'à Bethel au Vermont, ouvert le 26 juin 1848. D'autres sections furent ouvertes jusqu'à Roxbury le 17 septembre 1848. Montpelier jusqu'à la jonction de Montpelier, le 20 juin 1849, et Middlesex, Vermont le 30 août 1849. Waterbury, Vermont le 29 septembre 1849, et la distance jusqu'à Burlington le 31 décembre 1849. La partie le long de la rivière Connecticut de Hartford vers Windsor au sud le 13 février 1849.
Le chemin de fer Vermont et Canada fut inauguré le 31 octobre 1845 pour relier le Central Vermont vers Rouses Point dans l'état de New York. La séparation se faisait à Essex Junction, Vermont, à l'est de Burlington et s'acheminant vers le nord via St. Albans et Swanton. La séparation se faisait à Swanton et continuait jusqu'à la frontière avec le Canada. 

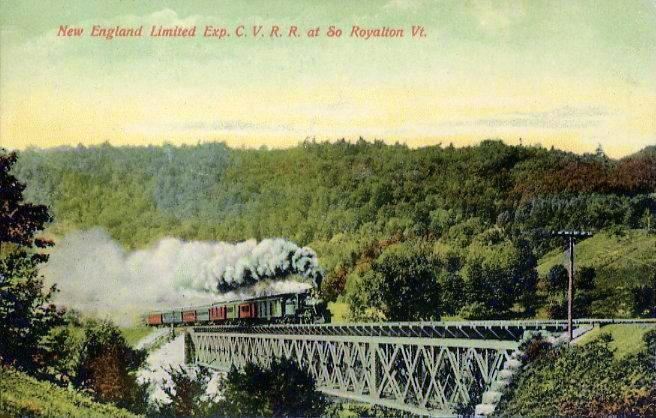
Chemin de fer en 1909

La section Montréal et Vermont Jonction fut inauguré en 1860. Cela prolongeait le Central Vermont jusqu'à Saint-Jean-sur-Richelieu sur la ligne du Grand Tronc. Il était opéré par l'extension du Vermont et Canada.
En 1896, le Central Vermont déclara banqueroute et le chemin de fer du Grand Tronc acheta la compagnie le 20 mars. Il fut réorganisé comme le chemin de fer du Central Vermont le 1er mai 1899. Durant la procédure, on acheta Missisquoi Valley le 15 avril, 1899.
Le 12 juillet 1920, le chemin de fer du Grand Tronc connut de la difficulté financière et finalement, fut fusionné avec deux autres chemins de fer pour former le Canadien National, le 20 janvier 1923.

### CV et CN: 1923-1995

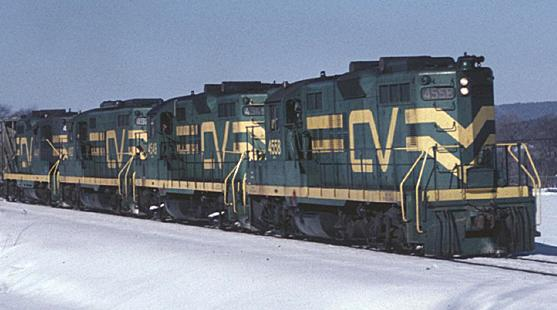
Locomotives du Central Vermont

Le 12 décembre 1927, le Central Vermont fit encore banqueroute et fut réorganisé le 31 janvier 1930, pour former une nouvelle compagnie sous le même nom.
Sous le Grand Tronc et ensuite le Canadien National, le Central Vermont a vu plusieurs de ses routes non rentables abandonnées. Le CN continua à opérer le CV avec un succès modeste. Cependant, avec la vente du CN au domaine privé le 28 novembre 1995, plusieurs routes furent vendues dans le processus de vente, et cela inclut le Central Vermont.
Le 3 février 1995, le CN vendit le CV jusqu'à New London (Connecticut), à East Alburg, Vermont, à la compagnie RailTex, qui renomma le CV, New England Central et continua d'opérer le chemin de fer comme avant mais avec moins de personnel.
Le 4 février 2000, RailTex fut amalgamé à RailAmerica. Les opérations ont continué jusqu'aujourd'hui.